# August Lütke-Westhues
August Lütke-Westhues (né le 25 juillet 1926 à Westbevern, mort le 1er septembre 2000 à Münster) est un cavalier allemand de concours complet.

## Carrière
August Lütke-Westhues a pour nom de naissance August Hohenbrink. Il choisit en 1947 le nom de famille de sa mère. Il appartient à l'écurie Gustav Rau. August Lütke-Westhues commence à monter à la fin des années 1940. En 1953, il remporte son premier titre de champion d'Allemagne et un deuxième en 1956. En 1954, il remporte la médaille d'argent par équipe avec Wilhelm Büsing et Klaus Wagner au championnat d'Europe.
Aux Jeux olympiques d'été de 1956, Lütke-Westhues monte Trux von Kamax et remporte la médaille d'argent en individuel ainsi qu'en équipe avec Otto Rothe et Klaus Wagner. Au championnat d'Europe 1957, l'Allemagne avec Siegfried Dehning, Reiner Klimke et Lütke-Westhues sur Franko finit encore deuxième derrière le Royaume-Uni ; Lütke-Westhues gagne aussi la médaille d'argent en individuel. Au championnat d'Europe 1959, l'Allemagne composée de Lütke-Westhues, Dehning, Ottokar Pohlmann et Klimke l'emporte devant le Royaume-Uni.
August Lütke-Westhues met fin à sa carrière sportive en 1961. Il se consacre à une vie d'agriculteur et s'implique dans l'association d'équitation.
Son frère Alfons Lütke-Westhues fait partie de l'équipe d'Allemagne de saut d'obstacles aux Jeux olympiques d'été de 1956.

## Source, notes et références
- (de) Cet article est partiellement ou en totalité issu de l’article de Wikipédia en allemand intitulé « August Lütke-Westhues » (voir la liste des auteurs).